# Titularbistum Alia
Alia (lateinisch Alienus) ist ein Titularbistum der römisch-katholischen Kirche in Kleinasien.
Halia (lateinisch Halyensis) war ein Titularbistum der römisch-katholischen Kirche. Es geht zurück auf ein früheres Bistum in Armenia Minor.

## Titularbischöfe von Halia
- 29. Mai 1803 bis 26. November 1827: William Poynter, Apostolischer Koadjutorvikar, Apostolischer Vikar von Westminster, (England)[1]
- 22. Juni 1832 bis 28. September 1855: Théodore Abou-Karim, Apostolischer Vikar von Alexandrien (Kopten), Ägypten[2]
- 19. Juni 1859 bis 15. Januar 1866: Joseph Viber war ein ungarischer Geistlicher, Abt und Weihbischof in Esztergom sowie ernannter Bischof von Preßburg.[3][4]
- 13. Mai 1875 bis 3. Juni 1895: Rupert Seidenbusch OSB war ein deutscher Benediktiner, Abt der Benediktinerabtei St. Louis on the Lake und Titualbischof von Halia und Apostolischer Administrator von Nord-Minnesota.[5]

## Titularbischöfe von Alia
| Titularbischöfe von Alia |                             |                                                                              |                    |                    |
| Nr.                      | Name                        | Amt                                                                          | von                | bis                |
| 1                        | Antonio Missirli            |                                                                              | 4. September 1779  | 1803               |
| 2                        | William Poynter             | Apostolischer Koadjutorvikar, Apostolischer Vikar von Westminster, (England) | 6. März 1803       | 26. November 1827  |
| 3                        | Théodore Abou-Karim         | Apostolischer Vikar von Alexandrien (Kopten), (Ägypten)                      | 22. Juni 1832      | 28. September 1855 |
| 4                        | Joseph Viber (József Viber) | Weihbischof in Rožňava (Slowakei)                                            | 1852               | 15. Januar 1866    |
| 5                        | Francesco di Nicola         | Koadjutorbischof von Ischia (Italien)                                        | 22. September 1871 | 3. August 1872     |
| 6                        | Rupert Seidenbusch OSB      | Apostolischer Vikar von Nord-Minnesota (USA)                                 | 12. Februar 1875   | 3. Juni 1895       |
| 7                        | Jean-Ernest Ménard          | Weihbischof in Chartres (Frankreich)                                         | 14. April 1953     | 23. Januar 1955    |
| 8                        | Manuel António Pires        | Koadjutorbischof von Silva Porto (Angola)                                    | 7. März 1955       | 23. September 1958 |
| 9                        | Lech Kaczmarek              | Weihbischof in Danzig (Polen)                                                | 16. November 1958  | 1. Dezember 1971   |